# Vodianske
Vodianske (en ucraniano: Водянське; en ruso: Водянское, romanizado: Vodiánskoye) es un asentamiento de tipo urbano ucraniano perteneciente al óblast de Donetsk. Situado en el este del país, hasta el 2020 era parte del área municipal de Dobropilia, pero actualmente es parte del raión de Pokrovsk y del municipio (hromada) de Dobropilia.

## Geografía
Vodianske está a orillas del río Vodiana (afluente del río Bik), a 7 km al oeste de Biletske y a unos 10 km de Dobropilia.

## Historia
El pueblo de Vodyanske surgió alrededor de 1950 como un pequeño asentamiento donde vivían los pioneros y constructores de la mina Vodiana-1. En 1954, la mina Vodiana-1 comenzó a producir las primeras toneladas de carbón. El 24 de junio de 1957, el asentamiento de la mina Vodiana-1 recibió el estatus de asentamiento de tipo urbano y se denominó Vodianske.
El 22 de diciembre de 2014, durante la guerra del Dombás, militantes de la unidad Oplot de la autoproclamada República Popular de Donetsk intentaron desestabilizar la situación en el territorio controlado por Ucrania. Mataron a una familia y robaron un automóvil en Vodianske. El 30 de diciembre fueron detenidos durante el interrogatorio, afirmaron que partieron de Donetsk por instrucciones de sus líderes hacia el territorio controlado por Ucrania.

## Demografía
La evolución de la población de Tsukúrine entre 2001 y 2022 fue la siguiente:
| 1725                                                          | 2003 | 1567 | 1950 | 1537 | 1451 | 1373 |
| (Fuente: Cities & Towns of Ukraine y UKRAINE: Größere Städte) |      |      |      |      |      |      |

Según el censo de 2001, la lengua materna de la mayoría de los habitantes, el 72,87%, es el ucraniano; del 27,01% es el ruso.